# Миломир Станишић
Миломир Станишић (Бујачић, Ваљево, Краљевина Србија, 19. август 1914 — Вест Лафајет, САД, 9. март 1991) био је официр војске Краљевине Југославије, инжењер машинства и математике из области турбуленција, научник и професор на Одсеку за аеро-наутику и аерокосмотехнику Пердју универзитета у Лафајету.

## Биографија
Станишић је основну школу завршио у Петници, матурирао је нижу гимназију у Ваљеву, а у Београду завршио Војну академију 1937. године, где је почео и студије машинства које је прекинуо је Други светски рат. Од 1941. године био је у заробљеништву у Немачкој. Након ослобођења, 1945. године одбија да се врати у комунистичку Југославију. Исте године на Универзитету у Хановеру почиње да студира машинство, а 1949. године је докторирао техничке науке. После тога одлази у Сједињене Америчке Државе.
Станишић у Америци, да би преживео ради најтеже послове, најпре као гробар а затим и као чистач улица. Тако је, чистећи улице, стицајем околности упозано истакнутог научника Лудвига Прантла, на чију препоруку је примљен у Техничком институту у Илиноису. Паралелно, студирао је математику, па докторира из области примењених интеграла. Од 1956. године био је ванредан, а 1961. године постао је редовни професор на Одсеку за аеро-наутику и аерокосмонаутику Универзитета Пердју у Лафајету. Његови студенти су касније били најпознатији амерички астронаути. Предавао је на многим америчким универзитетима, код њега на докторским студијама је био и Нил Армстронг, први човек који је ходао на Месецу.
Професор Станишић, предавао је углавном на постдипломским студијама математичку теорију са турбуленцијама, нелинеарне феномене, динамику океанске површине и математичке методе у инжењерству. Станишић је био гостујући професор на Јорис Хопкинс Универзитету и Вест Поинт академији, саветник многих индустријских гиганата, попут Џенерал електрика, Боинга, Локида, Мидвеја, Булова, затим америчке војске. Објавио је више од 60 научних радова, стручних књига и уџбеника, публикација из математике и астрофизике, говорио је шест језика. Заступљен је у енциклопедијама о водећим научницима САД, а у Србији је уврштен међу 200 најзнаменитијих Срба. Станишић је био велики антикомуниста, никада није долазио у Србију.
Био је демократа, противник тоталитаризма и српски родољуб. Умро је од инфаркта у 77. години. Преминуо је 9. марта 1991. године, управо када се спремао да после 50 година дође у своје родно Ваљево и Србију.

## Филм
Документарни филм о Миломиру Станишићу под називом "Војник, инжењер, математичар", снимио је Слободан Раковић, на предлог Јована Филиповића, бившег помоћника министра за дијаспору. Филм је сниман пола године и траје око 40 минута.